# Van H. Vu
Van Ha Vu, vietnamesisch Vũ Hà Văn, (* 1970 in Hanoi) ist ein vietnamesischer Mathematiker, der sich mit Kombinatorik, Zahlentheorie und Wahrscheinlichkeitstheorie beschäftigt.

## Leben
Vu ist der Sohn des Dichters Vu Quan Phuong, ging in Hanoi zur Schule und studierte ab 1989 an der Lorand-Eötvös-Universität in Budapest, an der er 1994 sein Mathematik-Diplom bei Tamás Szőnyi erwarb. Danach ging er an die Yale University, wo er 1998 bei László Lovász promoviert wurde (Embedding, Anti-Hadamard Matrices, Extremal Set Systems and Nibble Method). 1998/99, 2005/06 und 2007 war er am Institute for Advanced Study und 1999 bis 2001 bei Microsoft Research. Ab 2001 war er Assistant Professor, ab 2003 Associate Professor und ab 2005 Professor an der University of California, San Diego (UCSD). Seit 2005 war er Professor an der Rutgers University und ist seit 2011 Professor in Yale. 2006 war er Gastprofessor an der Universität Paris VI. Außerdem ist er seit 2009 Professor am Institut für Mathematik in Hanoi.
2010 bewies er mit Terence Tao, dass die Eigenwerte von Zufallsmatrizen (im asymptotischen Grenzfall großer Matrizen) gleichförmig auf dem Einheitskreis verteilt sind. Sie führten den Beweis im Fall unabhängiger Zufallsvariablen für die n × n Matrixelemente mit gleicher Verteilungsfunktion, verschwindendem Mittelwert und Varianz 1/n. Unter eingeschränkteren Voraussetzungen war der Beweis schon vorher geführt worden. Beim Problem verschiedener Abstände von Erdős gelang ihm mit József Solymosi ein bedeutender Fortschritt im allgemeinen Fall.
Vu befasst sich neben Zufallsmatrizen mit additiver Zahlentheorie und ihrer Verbindungen zur Kombinatorik (Additive Kombinatorik).
2002 war er Sloan Fellow und 1997 Sloan Dissertation Fellow. 2003 erhielt er einen Career Award der National Science Foundation (NSF). 2008 erhielt er den George-Pólya-Preis für die Entwicklung von Ungleichungen für die Konzentration von Zufalls-Polynomen. 2012 wurde er mit dem Fulkerson-Preis ausgezeichnet. 2014 war er Eingeladener Sprecher auf dem ICM in Seoul (Combinatorial Problems in Random Matrix Theory).
Außer seiner vietnamesischen hat Vu auch die US-Staatsbürgerschaft.

## Schriften
- Tao, Vu: Additive Combinatorics. Cambridge University Press, 2006, ISBN 0-521-85386-9.